# Arctia festiva
Espèce
Synonymes
- Phalaena festiva Hufnagel, 1766
- Phalaena hebe Linnaeus, 1767
- Phalaena monacha Geoffroy, 1785
- Chelonia alero Lucas, 1858
- Eucharia festiva (Hufnagel, 1766)

L'Écaille rose (Arctia festiva) est une espèce paléarctique de lépidoptères (papillons) de la famille des Erebidae et de la sous-famille des Arctiinae.
On la trouve en Europe centrale et méridionale et dans plusieurs régions d'Asie. En France, on ne la trouve plus que dans la région méditerranéenne.

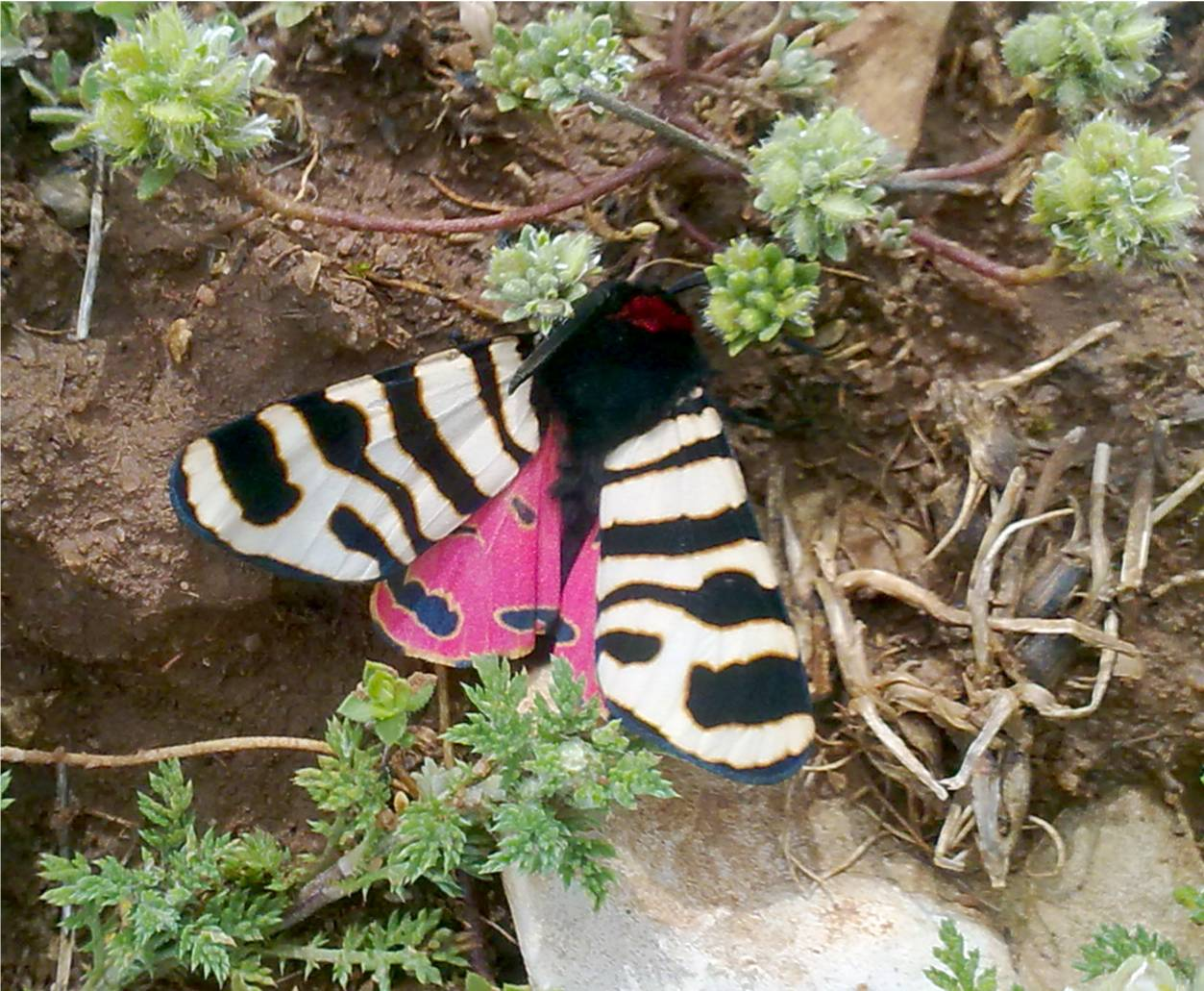
Papillon.
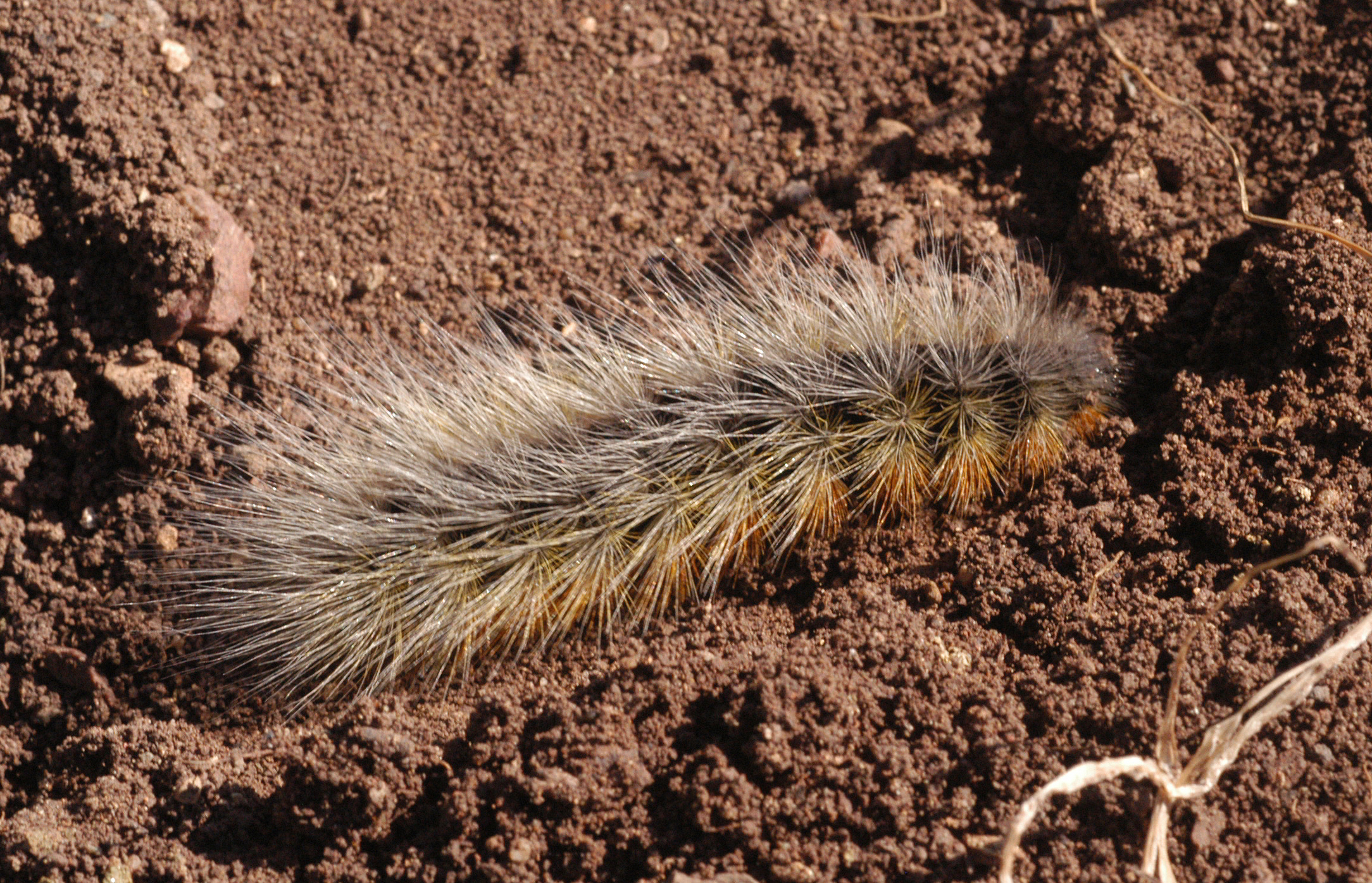
Chenille.